# دور كاتليمو

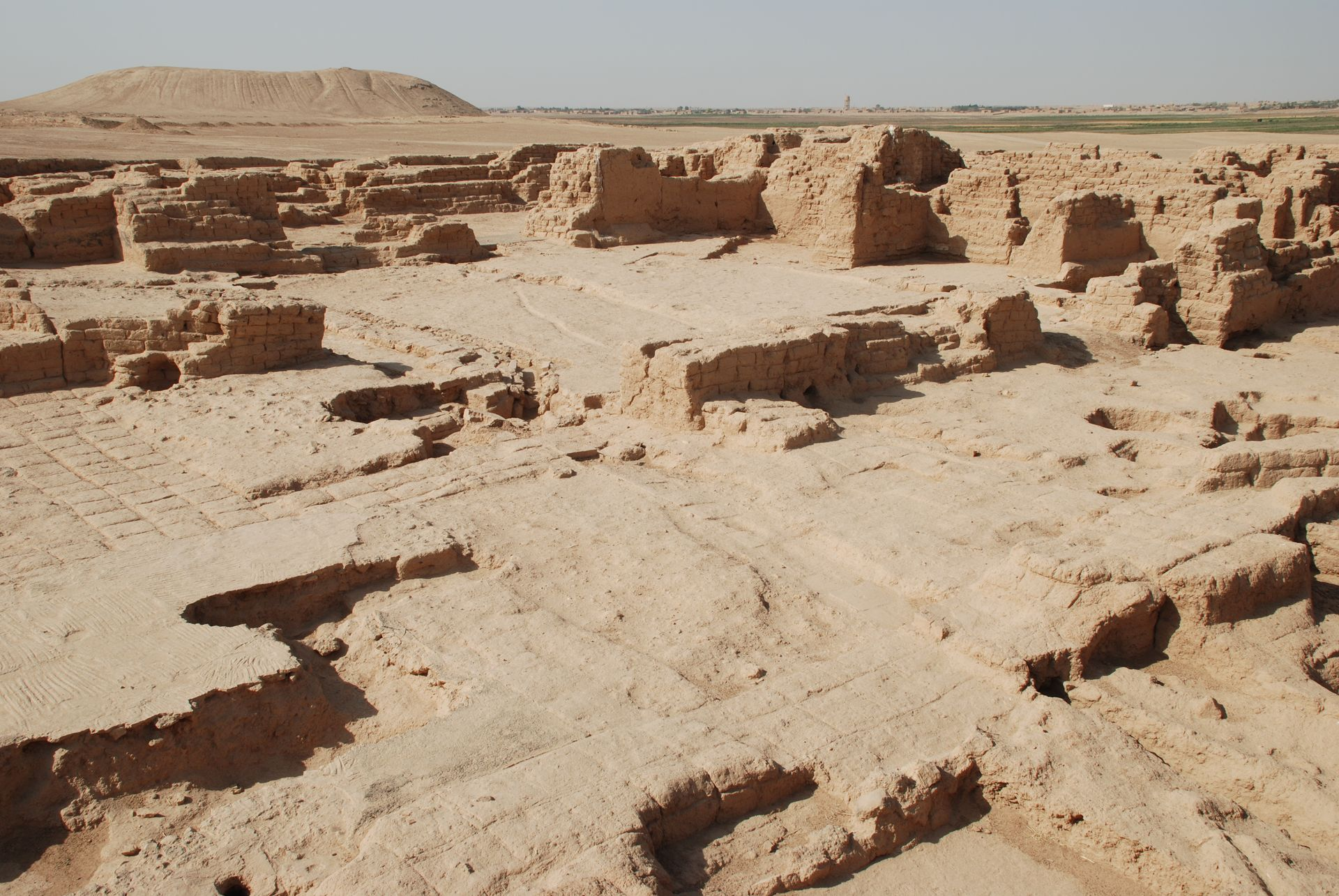
مساكن الأشوريين الجدد في دور كاتليمو

دور كاتليمو موقع أثري سوري في محافظة دير الزور ومدينة أثرية , وهو تل الشيخ حمد حالياً يبعد عن ديرالزور مسافة تقدر بـ 70 كم، على الضفة الشرقية لنهر الخابور، عرف الاسم القديم للموقع من خلال الرقم المسمارية لهذا التل. ففي عام 1977 عثر على ثلاثين لوحة مسمارية في إحدى سواقي الري من بينها لوحة تؤكد أن تل الشيخ حمد هو موقع المدينة الآشورية “دور كاتليمو”، أما النصوص التي عثر عليها فتعود إلى العهد الآشوري الأوسط في أيام شلمنصر الأول 1274-1245ق.م وتوكولتي نينورتا الأول 1244-1280ق.م.
تقع دور كاتليمو على تل مشرف على نهر الخابور في الجزيرة السورية وهذا الأمر حماها من فيضانات النهر ، وبالتالي ساعدها على استمرار السكن فيها منذ الألف الرابع قبل الميلاد وحتى الآن، وقد أخذت المدينة أقصى توسع لها في العهد الآشوري بين 1300-600ق.م حيث بلغت مساحتها 110 هكتار .
بدأ التنقيب في الموقع في عام 1978 من قبل بعثة ألمانية تابعة لجامعة برلين الحرة برئاسة البروفسور “هارتموت كونه”وما زال العمل مستمراً إلى الآن , كانت حصيلة الموسم التنقيبي الأول، الكشف عن غرفة المحفوظات من الرقم المسمارية، وقد دلت الحفريات في المواسم المتلاحقة أن غرفة الأرشيف هي جزء من منشأة كبيرة ، حيث بلغ عدد الغرف المكتشفة عشر غرف تمتد بطول 40م وبعرض 20م هذه الغرف مشيدة باللبن، وقد تعرضت لحريق هائل، ومن المحتمل أن المنشأة كانت مؤلفة من طابقين يبلغ ارتفاع ماتبقى من جدرانها خمسة أمتار، وهي بحالة سليمة بشكل يثير الدهشة، أما أرشيف هذه المدينة فإنه يضم 600 لوحة مسمارية، ولهذا العدد معنى كبير, ويذكر أحد النصوص المهمة وجود قوات عسكرية نقلت إلى “دور كاتليمو” مما يدل على وجود حامية عسكرية ، وأن الحاكم، كان يسكن في القصر في المدينة ، لذلك فمن المؤكد أن المنشأة المكتشفة هي جزء من القصر ، ومن خلال اكتشاف “دور كاتليمو” أصبح باستطاعتنا استنباط معلومات تاريخية مباشرة، أي أن الإمبراطورية الآشورية الوسطى امتدت حدودها حتى نهر الخابور الأسفل في سوريا، وأن وظيفة “دور كاتليمو” الرئيسية تقوم على حماية الجبهة الجنوبية للإمبراطورية الآشورية.
كانت “دوركاتليمو” في العهد الآشوري الحديث من 1000حتى 600ق.م موقعاً عسكرياً يتصل بالطريق الذي كان يمر به الملوك الآشوريون, وقد عثر على لوحات مسمارية تحمل طبعات أختام استعملها كبار الموظفين والشخصيات المهمة، وهي تشبه الطبعات التي عثر عليها في غرفة الأرشيف ، وهذا يعني أن المواد المحفوظة في الأواني الفخارية كانت تمهر وتحفظ في القصر ويتم فتحها وتوزيعها هناك , ونرى أن فن النحت على الأختام قد تميز في هذا الموقع بمشاهده الجميلة كمشهد الثور المجنح في حالة القفز، أو كمشهد الحامي المتمثل بصورة رجل على شكل إله مجنح في الزاوية الشمالية الشرقية للمدينة , كما اكتشف سور خارجي للمدينة وهو معزز بأبراج، وكان قائماً منذ القرن التاسع وحتى القرن السادس قبل الميلاد، وبجانب هذا السور اكتشفت منشأة موقعها من المدينة تدل اوتصلح أن تكون مخزناً للأسلحة أوثكنة عسكرية ، من هذا كله نستنتج أن آثار تل الشيخ حمد دور كاتليمو من أهم الآثار الموجودة على الخابور في منطقة الجزيرة السورية .